# Vourey
Vourey is een gemeente in het Franse departement Isère (regio Auvergne-Rhône-Alpes). De plaats maakt deel uit van het arrondissement Grenoble. Vourey telde op 1 januari 2022 1.694 inwoners. 

## Geografie
De oppervlakte van Vourey bedroeg op 1 januari 2022 6,88 vierkante kilometer; de bevolkingsdichtheid was toen 246,2 inwoners per km².

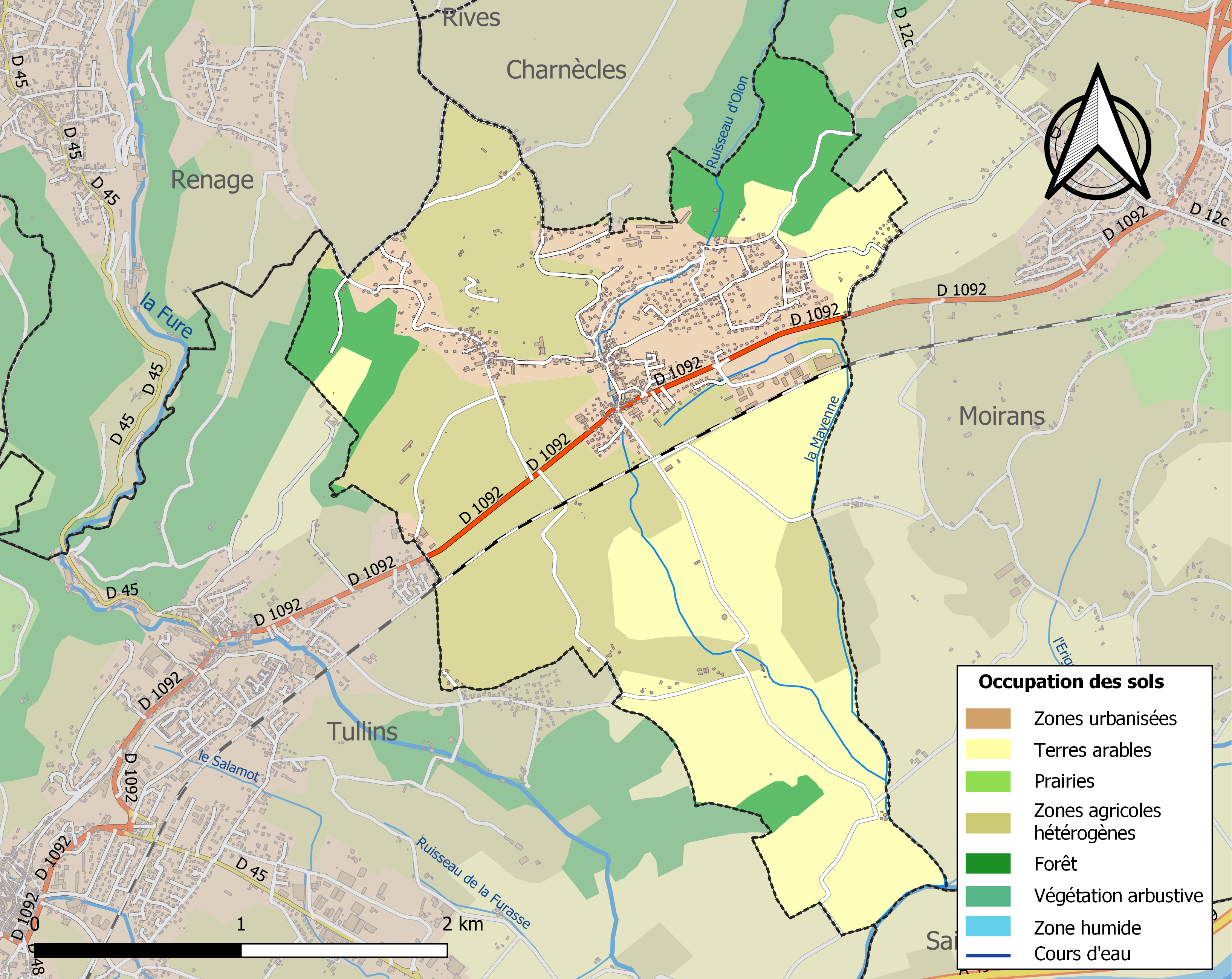
Kaart van de gemeente met de belangrijkste infrastructuur, bodemgebruik en omliggende gemeenten

## Demografie
Onderstaande figuur toont het verloop van het inwonertal (bron: INSEE-tellingen).